# Hindalco Industries
Hindalco Industries est une entreprise indienne active dans le domaine de l'aluminium et du cuivre.

## Histoire
Le groupe métallurgiste indien Hindalco Industries voit le jour à la fin des années 1950. Il est créé par le groupe Birlas, en collaboration avec le groupe Kaiser Aluminum, venu des U.S.A, qui lui fournit des consultants venus de Californie pour former le personnel indien. Les débuts sont modestes, et il faut attendre 1964 pour que l'usine atteigne une capacité de 6,000 tonnes par an. En 1962, toujours en Inde mais à plus grande échelle, c'est le démarrage de l'usine de Renukoot (Uttar Pradesh), avec des capacités initiales de production annuelle de 40 000 tonnes d'alumine et 20 000 tonnes d'aluminium.
En 2007, Hindalco acquiert Novelis, une entreprise canadienne, pour 3,5 milliards de dollars en plus d'une reprise de dette de 2,4 milliards de dollars.
En juillet 2018, Hindalco par l'intermédiaire de Novelis, acquiert Aleris, une entreprise américaine d'aluminium pour 2,6 milliards de dollars.